# Solofra
Solofra is een gemeente in de Italiaanse provincie Avellino (regio Campanië) en telt 12.082 inwoners (31-12-2004). De oppervlakte bedraagt 21,9 km², de bevolkingsdichtheid is 563 inwoners per km².
De volgende frazioni maken deel uit van de gemeente: S.Agata Irpina, S.Andrea Apostolo.

## Demografie
Solofra telt ongeveer 3804 huishoudens. Het aantal inwoners steeg in de periode 1991-2001 met 7,9% volgens cijfers uit de tienjaarlijkse volkstellingen van ISTAT.
| Jaar | Inwoneraantal |
| ---- | ------------- |
| 1991 | 10.941        |
| 2001 | 11.802        |

## Geografie
Solofra grenst aan de volgende gemeenten: Aiello del Sabato, Calvanico (SA), Contrada, Montoro Superiore, Serino.